# KkStB 12 sorozatú szerkocsi
A kkStB 12 sorozatú szerkocsi egy háromtengelyes szerkocsi sorozat volt az osztrák Császári és Királyi Osztrák Államvasutaknál (k.k. österreichischen Staatsbahn, kkStB), melyek eredetileg a Tarnów–Leluchówer Staatsbahn-tól és a Rakonitz–Protivíner Bahn-tól származtak.
A kkStB ezeket a szerkocsikat 1875/76-ban a Ringhoffer Prága-Smichov-i üzemétől, a StEG mozdonygyárától, a Bécsújhelyi Mozdonygyártól és a Floridsdorfi Mozdonygyártól szerezte be.

## Fordítás
- Ez a szócikk részben vagy egészben  a   kkStB Tenderreihe 12 című német Wikipédia-szócikk fordításán alapul.  Az eredeti cikk szerkesztőit annak laptörténete sorolja fel. Ez a jelzés csupán a megfogalmazás eredetét és a szerzői jogokat jelzi, nem szolgál a cikkben szereplő információk forrásmegjelöléseként.